# Captain Kid's Priceless Treasure
Captain Kid's Priceless Treasure (o Captain Kidd's Priceless Treasure) è un cortometraggio muto del 1914 diretto da Allen Curtis e interpretato da Louise Fazenda. Prodotto e distribuito dall'Universal Film Manufacturing Company, il film uscì in sala il 4 luglio 1914.

## Produzione
Il film fu prodotto dall'Universal Film Manufacturing Company (con il nome Joker).

## Distribuzione
Distribuito dall'Universal Film Manufacturing Company, uscì nelle sale cinematografiche USA il 4 luglio 1914.